# Paweł Milewski
Paweł Milewski (ur. 15 kwietnia 1975 w Warszawie) – polski urzędnik i dyplomata specjalizujący się w regionie Azji i Pacyfiku. Ambasador RP w Australii (2013–2017) i Japonii (od 2019).

## Życiorys
Absolwent XIII Liceum Ogólnokształcącego im. płk. Leopolda Lisa-Kuli w Warszawie. W 1999 ukończył filologię chińską na Uniwersytecie im. Adama Mickiewicza w Poznaniu. Studiował na Stołecznym Uniwersytecie Pedagogicznym w Pekinie (1996–1997) oraz Uniwersytecie w Xiamen (1997–1998), w ramach stypendium rządowego. Ukończył studia podyplomowe na kierunku handlu zagranicznego w Szkole Głównej Handlowej w Warszawie (2003) oraz w Instytucie Służby Zagranicznej w Nowym Delhi (2001).
Od 1999 związany z Ministerstwem Spraw Zagranicznych. W latach 2003–2009 pracował w ambasadzie RP w Pekinie. Po powrocie do kraju kierował wydziałem Azji Wschodniej i Pacyfiku w Departamencie Azji i Pacyfiku. W 2010 został zastępcą dyrektora Departamentu Azji i Pacyfiku. Od kwietnia 2013 do 2017 był ambasadorem RP w Australii, akredytowanym także na Papuę-Nową Gwineę. W latach 2015–2017 był Specjalnym Wysłannikiem Ministra do spraw kampanii na rzecz promocji kandydatury Polski na niestałego członka Rady Bezpieczeństwa ONZ w kadencji 2018–2019 w ośmiu krajach regionu Pacyfiku (Papua-Nowa Gwinea, Fidżi, Nauru, Mikronezja, Palau, Vanuatu, Wyspy Marshalla, Wyspy Salomona). Po powrocie z placówki został dyrektorem Departamentu Azji i Pacyfiku. W październiku 2019 otrzymał nominację na ambasadora w Japonii. Listy uwierzytelniające na ręce cesarza Naruhito złożył 19 grudnia 2019.
Włada biegle językami angielskim i chińskim oraz francuskim w stopniu komunikatywnym. Jest żonaty, ma trzech synów.

## Wybrane publikacje
- Poland’s policy towards Asian states. J. Rowiński, P. Milewski w pracy zbiorowej „Poland’s foreign policy in the 21st century pod red. S. Bielenia. Wydawnictwo Difin SA. Warszawa 2011, ss. 361–384.
- Stosunki między Chinami i Rosją. Strategiczne partnerstwo współpracy a rzeczywiste możliwości rozwoju stosunków dwustronnych w XXI wieku. Zeszyty Akademii Dyplomatycznej. Warszawa 2005, zeszyt nr 25.
- Polityka zagraniczna ChRL wobec Azji Centralnej i udział Chin w Szanghajskiej Organizacji Współpracy. Rocznik Azja-Pacyfik nr 6/2003, ss. 119–135.
- Strategia i polityka rozwoju Zachodnich Chin, a stosunki gospodarczo-handlowe z sąsiednimi państwami Azji Centralnej. Rocznik Azja-Pacyfik nr 7/2004, ss. 198–214.
- Pakistan and India and the events of September 11 w pracy zbiorowej „September 11: Reactions in Asia”. The Polish Quarterly of International Affairs. Vol. 11 No 1, 2002, ss. 123–142.